# Kelur, Hungund
Kelur là một làng thuộc tehsil Hungund, huyện Bagalkot, bang Karnataka, Ấn Độ.